# Джованни Арнольфини
Джованни ди Николао Арнольфини (около 1400 года, предположительно, в Памплоне — после 1452 года) — купец из Лукки, города в области Тоскана, в Италии, который прожил большую часть жизни во Фландрии, входившей на тот момент в состав герцогства Бургундского. По всей вероятности, Джованни постоянно проживал в Брюгге, в городе, населённом преимущественно зажиточными торговцами и являвшемся главным городом бургундского двора. Стал прототипом образа мужчины на известном художественном произведении фламандского живописца Яна ван Эйка «Портрет четы Арнольфини» (1434 год).

## Происхождение семьи, социальный статус
Арнольфини принадлежал к авторитетной и финансово благополучной семье (торговой династии) из Лукки, которая также была вовлечена в политические события, проходившие в городе. В городе располагалось большое число мануфактур, специализировавшихся на пошиве дорогой одежды (в этом отношении он являлся конкурентом Флоренции). В городе Джованни называли «сыном Николао» (итал. di Nicolao) для того, чтобы отличить его от двоюродного брата, полное имя которого звучало как Джованни ди Арриджо Арнольфини. О Джованни известно, что ещё в юности он перебрался на постоянное место жительства в Брюгге, где основал свои торговые предприятия, на которых производились роскошные наряды для зажиточной прослойки торгово-промышленного населения города, в котором Джованни Арнольфини прожил всю жизнь. Он торговал изделиями из высококачественного шёлка и других дорогих тканей, а также занимался производством шпалер и ряда других предметов роскоши. Однако в последние годы жизни Джованни Арнольфини, скорее всего, пострадал из-за финансовых неурядиц, возникших при руководстве семейным предприятием и, вероятно, вынужден был оставить дело по пошиву одежды. Джованни Арнольфини изображен на двух портретах, написанных ван Эйком, — уже упоминавшийся портрет Арнольфини и его супруги (хранящийся в Лондонской национальной галерее на Трафальгарской площади), а также его одиночный портрет Джованни Арнольфини уже в более зрелом возрасте, который в настоящее время находится в Берлине.

## Рождение, начало торговой карьеры, успешные сделки
Джованни Арнольфини родился предположительно в Памплоне, где проживали его родители, однако сведения о точном времени и месте его рождения нигде не задокументированы. Он был отправлен в Брюгге ещё ребёнком. Об этом свидетельствует письмо его отца Николао, написанное его торговому агенту в Брюгге, в котором им излагается просьба признать Джованни взрослым, вероятно, для того, чтобы тот мог в соответствии со средневековыми цеховыми правилами претендовать на более высокое и престижное звание подмастерья (а не ученика). Поскольку в письме не упоминается возраст Джованни, его точную дату рождения установить крайне сложно. В последующие годы Джованни ди Николао работал в торговом предприятии вместе с известным и влиятельным купцом Марко Гидиччони, ещё одним уроженцем Лукки, закрепившемся в Брюгге в составе итальянской торговой фактории. В письменных источниках сохранились упоминания о его сделках с герцогским двором, однако, по всей видимости, эта была лишь часть его торговых контактов с представителями местной аристократии. В 1422 году Джованни попытался продать очень ценное золотое ожерелье английскому королю Генриху V (неизвестно, насколько успешной оказалась эта сделка). Уже в следующем 1423 году он продал шесть гобеленов герцогу Бургундии Филиппу III Доброму. На этих выполненных под заказ гобеленах были изображен сцены из жизни Богоматери. Впоследствии герцог передал их папскому двору. Также в письменных источниках отражены сведения о других его сделках с бургундским двором, однако есть основания предполагать, что ключевую роль в них играл его патрон Гидиччини, а Джованни выполнял роль посредника.

## Статус бюргера. Роль третейского судьи
В 1442 году он подписал соглашение, по которому он получил статус бюргера (полноправного гражданина) Брюгге взамен на обещание прекратить купеческую деятельность, однако ему было предоставлено право заниматься бюргерским ремеслом. Впрочем, сложно судить, стал ли Джованни впоследствии ремесленником. Согласно городским источникам, в 1446 и 1452 годах он выступил в роли третейского судьи в решении торговых конфликтов между несколькими луккскими купцами, обосновавшимися во Фландрии (одним из участников тяжбы являлся кузен Джованни ди Арриджо), которые судились по поводу имущественных вопросов. Это были последние упоминания о личности Джованни Арнольфини в письменных источниках.

## Личная жизнь

Ян ван Эйк «Портрет четы Арнольфини» (1434)

В 1426 году Джованни женился на Констанце Трента. Впрочем, на портрете ван Эйка изображена не она, поскольку через несколько лет после замужества она скончалась, о чём Джованни известил свою мать в письме, датированном 26 февраля 1433 года. Известно, что его первая жена была также из Лукки, а её тётя Джинерва Кальваканти вышла замуж за влиятельного банкира Лоренцо Медичи, брата флорентийского политика Козимо Медичи. Так или иначе, искусствовед Маргарита Костер предположила, что двойной портрет мог быть выполнен апостериори, в память о супруге Констанце, когда той уже не было в живых. Художник, согласно этой версии, точно и проникновенно передал её образ на полотне.

## Споры о прототипе
В документальных источниках отсутствуют свидетельства о том, что Джованни Арнольфини повторно вступил в брак, однако историки и искусствоведы всё же считают, что он мог жениться во второй раз, однако свадьба не была сыграна и брак не был задокументирован.
Второй Джованни по прозвищу «ди Арриджио», был несколько моложе своего двоюродного брата. Он тоже прибыл во Фландрию с целью разбогатеть, занимаясь торговлей. Бургундские счетоводы упоминают о нём как о Jehan Arnoulphin le jeune. Впоследствии он снискал больше успеха, чем его кузен. Его супругой была девушка итальянского происхождения, Джованна Ченами, и долгое время предполагалось, что именно ди Арриджио являлся прототипом для «Портрета четы Арнольфини», пока французский историк флота Жак Павьо в 1994 году не обнаружил ранее неизвестные документы, в которых было упомянуто, что герцог Бургундский подарил «Жану Арнольфину» два серебряных кубка в честь свадьбы в 1447 году. Художник Ян ван Эйк умер за шесть лет до этого, следовательно, эта пара не могла стать прототипом для его портрета. Джованна Арнольфини пережила супруга и скончалась в 1480 году в Брюгге.